# O Castelo no Céu
O Castelo no Céu (天空の城ラピュタ, Tenkū no Shiro Rapyuta) é um filme japonês de animação, aventura, fantasia e ficção científica lançado em 1986. É conhecido por ser o primeiro lançamento do Studio Ghibli, que após o sucesso comercial de Kaze no Tani no Naushika (1984) os roteiristas Hayao Miyazaki e Isao Takahata, juntos a Yasuyoshi Tokuma e Toshio Suzuki, decidiram fundar o estúdio. A história segue as aventuras de Pazu (voz de Mayumi Tanaka) e Sheeta (voz de Keiko Yokozawa) — no final do século XIX, tentando manter a salvo um cristal mágico de agentes militares, enquanto buscam uma lendária ilha flutuante chamada "Laputa", que está repleta de tesouros. A direção e o roteiro do filme foram conduzidas por Miyazaki e contou com a produção de Takahata.
Miyazaki foi inteiramente responsável por todo design do longa-metragem, cuidando pessoalmente de cada detalhe e retomando muitos dos temas e cenários já tratados em seus projetos anteriores; dentre eles o ambientalismo, anti-militarismo, aversão ao monopólio humano, e apesar de tudo, sentimentos como amor e a amizade. O realismo extraordinário do diretor foi algo bastante notado por parte da crítica especializada, apontando que a obra equilibra bem ação e humor. Mas em relação à sua duração, foi descrito como desgastante para a paciência dos adultos e a capacidade de atenção das crianças. Para Tayana Teister do Cinema com Rapadura, "O Castelo no Céu é um filme singelo, simples, que dentre tantos outros também evidencia a paixão de Miyazaki pela aviação. É totalmente voltado para o público infantil, mas um clássico que merece ser revisitado para quem busca a nostalgia do estilo de sua época".
Lançado nos cinemas em 14 de julho de 1986, O Castelo no Céu apresentou bons índices em sua bilheteria e seguidamente lucrou 15 milhões de dólares estadunidenses no mercado internacional. Foi avaliado positivamente pela crítica e pelo público, que elogiaram sua história cheia de aventuras e por seus elementos de contos de fadas e ficção científica. Teve uma forte influência na cultura popular japonesa, tendo influenciado numerosos filmes e jogos eletrônicos, além de ser considerado um clássico influente nos gêneros steampunk e dieselpunk. Em 2006, foi eleito o segundo melhor filme de animação do Japão, segundo o Festival Japan Media Arts. O portal britânico BroadbandChoices, fez uma análise dos filmes mais pesquisados do Studio Ghibli ao redor do mundo e classificou O Castelo no Céu em 8º lugar com uma porcentagem de 4,54.

## Enredo
Certa noite, um dirigível sobrevoa nos céus; a bordo estão Sheeta — que possui um colar mágico — e Muska, agente do governo que a sequestrou. De repente são atacados por Dola e seus piratas aéreos, da mesma forma que Muska, eles querem o que a jovem possui. Ao decorrer da invasão dos piratas, Sheeta tenta se esconder e acaba por perder o controle e cai do dirigível, durante a queda o colar emite uma luz misteriosa que desacelera sua descida. Em uma pequena cidade mineira, o jovem rapaz Pazu vê esta luz descendo do céu e corre para investigá-la. Logo em seguida, estende a mão para pegar a garota e então, decide levá-la para sua casa. No dia seguinte, Sheeta acorda ao som de uma corneta tocada pelo rapaz no telhado e consequentemente ambos acabam se apresentando. Seguidamente ela observa uma pintura do lendário reino de Laputa na casa de Pazu e naquele momento ele explica como seu pai viu a ilha flutuante, porém ninguém acreditou nele.

Momento em que Sheeta (imagem) observa uma pintura da ilha de Laputa na casa de Pazu.

Pouco tempo depois, os piratas conseguem encontrar Sheeta e juntamente à Pazu tenta fugir num pequeno trem. Um dos agentes de Muska vê tudo e então, também começa a persegui-los — como resultado desta perseguição os dois jovens são obrigados a sair dos trilhos e ao cair numa mina abandonada o colar começa a funcionar. Ambos os perseguidores observam com admiração os dois flutuando lentamente para baixo. Nos trilhos da mina encontram Pomme, um  excêntrico senhor mineiro que explica o porquê de ficar bastante ali apreciando as rochas brilhando no escuro, que por coincidência tem o mesmo material do colar de Sheeta, e mostra o que acontece quando são expostas ao ar. Ela percebe que a sua pedra também está brilhando como as demais da caverna, Pomme diz em seguida que é um cristal e que apenas os habitantes de Laputa sabiam como criá-los. Através deste novo conhecimento, Pazu e Sheeta são capazes de investigar se Laputa realmente existe.

## Elenco
Apresenta-se a seguir o elenco de O Castelo no Céu.
- Mayumi Tanaka — Pazu
- Keiko Yokozawa — Sheeta
- Kotoe Hatsui — Muska
- Minori Terada — Dola
- Fujio Tokita — Tio Pomme
- Ichirō Nagai — General Mouro
- Hiroshi Ito — Oyakata
- Machiko Washio — Okami
- Takuzō Kamiyama — Charles
- Yoshito Yasuhara — Louis
- Sukekiyo Kamiyama — Henri
- Tarako — Madge

## Produção

### Desenvolvimento e influências

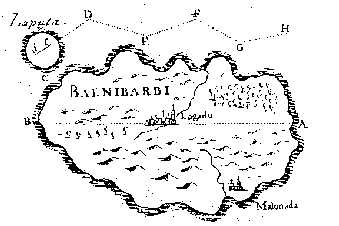
Mapa das ilhas Laputa e Balnibarbi, da edição anglófona de As Viagens de Gulliver (1726).

Na série de anime Mirai Shōnen Konan (1978), Miyazaki apresentou uma soma de elementos que seguidamente adaptou em O Castelo no Céu; a exemplo os personagens que serviram como base para Pazu e Sheeta, além de temas que definiram o projeto. O nome "Laputa" (ラピュタ, Rapyuta) é derivado do romance As Viagens de Gulliver, de Jonathan Swift, onde também é usada para descrever uma ilha flutuante. De acordo com Anthony Lioi, há certa semelhança entre ambos, pois a superioridade tecnológica da ilha é utilizada para fins políticos.
Para o desenvolvimento do filme, o diretor foi fortemente influenciado por uma viagem ao País de Gales em 1985, pouco depois da greve dos mineiros britânicos. Posteriormente, afirmou sua admiração pela comunidade de mineiros que lutaram até ao fim para salvar o seu trabalho, razão pela qual quis fazer do personagem principal um jovem mineiro integrado numa comunidade unida. "Admirei aqueles homens, e a forma como lutaram para salvar o seu modo de vida, tal como fizeram os mineiros de carvão no Japão"; disse Miyazaki ao The Guardian. Os robôs do filme são inspirados em Le Roi et l'Oiseau — animação francesa do qual Miyazaki sempre foi um grande admirador. Em ambos, os robôs são testemunhas de uma civilização extinta e se encontraram cuidando da natureza e dos animais, longe das missões eversivas do qual foram programados. Enquanto, a arquitetura de Laputa se assemelha à antiga cidade mesopotâmica da Babilônia, já os dirigíveis do filme são descritos como um exemplo retrofuturístico do gênero steampunk.

### Música
A trilha sonora de O Castelo no Céu foi inteiramente composta por Joe Hisaishi, e marca a sua segunda colaboração com Miyazaki. O seu trabalho é caracterizado por música clássica que desempenha uma função importante na trama, como exemplo na descoberta de Laputa e em algumas cenas de ação. Um álbum contendo todas as catorze faixas do filme foi lançado no Japão em 25 de agosto de 1986, pela Tokuma Shoten. Em seu lançamento nos Estados Unidos, a Disney pediu a Hisaishi para compor uma trilha sonora mais orquestral e longa (de 90 minutos) — com esta versão contendo nove faixas a mais em relação à original.

## Lançamento
O Castelo no Céu teve sua estreia ocorrida nos cinemas japoneses em 2 de agosto de 1986, no entanto, não obteve tanto espectadores como Kaze no Tani no Naushika (trabalho anterior de Miyazaki), sendo a produção do estúdio com o menor número de espectadores. Deste então, ganhou "status cult". No final dos anos 1980, uma versão em língua inglesa do filme foi produzida pela Magnum Video Tape and Dubbing para voos internacionais da Japan Airlines. Foi neste período que a Streamline Pictures distribuiu a obra nos Estados Unidos. Em 1998, uma redublagem foi feita pela Walt Disney Pictures, porém houve um problema com a palavra "Laputa" — em espanhol pode se assemelhar com "la puta" (lit.  "a prostituta"), e dada a importância da comunidade hispânica nos Estados Unidos, a empresa preferiu por optar pelo título Castle in the Sky para evitar ambiguidades, pois se tratava de uma animação dirigida ao público infantil. Outras nações de língua espanhola também prefeririam por omitir a palavra, tanto no título e nos diálogos do filme.
Nos países lusófonos como o Brasil, o filme estreou nos cinemas em 14 de julho de 1989, sendo também exibido no Centro Cultural Oduvaldo Viana Filho na cidade do Rio de Janeiro em 12 de outubro de 1994. Em Portugal, foi transmitido a 16 de julho de 2017 pelo canal de televisão público RTP 2. Como parte de uma aluna magna, a Faculdade de Belas-Artes da Universidade do Porto escolheu O Castelo no Céu para ser o destaque da mesma, que ocorreu no mês de dezembro de 2018. Subsequentemente o longa-metragem ficou em cartaz em vários festivais de cinema, dentre eles o festival de animação da cidade de Waterloo no Canadá em 2003. E também na cidade de Denizli, na Turquia, como em Düsseldorf na Alemanha, ambos em 2014.

### Formato doméstico
O filme foi lançado pela Tokuma em Betamax em julho de 1989, sem nenhum material bônus. Sido contabilizado que somente no Japão o produto havia vendido mais de 80 mil cópias. No mês de junho de 2003, sua estreia deu-se em VHS e DVD — vendendo 1,612 milhões de unidades —, desta vez a Buena Vista ficou a cargo de sua distribuição. Sendo lançado pela primeira vez em Blu-ray no dia 22 de dezembro de 2010, trazendo como bônus storyboard, roteiro de dublagem, comercial televisivo e vídeo promocional. No Brasil, o longa-metragem foi distribuído no box set "Coleção Studio Ghibli Vol. 2", pela Versátil Home Video em versão legendada que incluía dois discos, em DVD e Blu-ray. Em Portugal a Outsider Films distribuiu o filme apenas em DVD em comemoração aos "30 anos do Studio Ghibli".

### Classificação indicativa
Em seu país de origem, O Castelo no Céu recebeu da Organização e Classificação de Filmes (Eirin) uma classificação G (abreviação para General Audiences), podendo ser assistido por todos os públicos de diferentes idades. Nos Estados Unidos, foi classificado pela Motion Picture Association of America (MPAA) a categorização PG (Parental Guidance Suggested) por conter "situações de perigo e ações de violências". Desta forma, os responsáveis são incentivados a dar "orientação parental", pois pode conter alguma categoria de material que não seja recomendado para os seus filhos. O portal Common Sense Media sugere que a animação seria recomendada para maiores de 9 anos. Por outro lado, pais usuários e crianças do site o recomendaram para maiores de 8 anos.

## Recepção

### Desempenho nas bilheterias
Em seu país de origem, O Castelo no Céu apresentou um rendimento de 1,16 bilhão de ienes e um total de 774 271 espectadores. Internacionalmente obteve um lucro mediano de 6 117 844 de dólares, isso devido ao seu lançamento tardio; na França arrecadou 4 705 088 — sendo o mercado com maior lucro na bilheteria. Entre 2007 a 2009 faturou 39 354 em quatro territórios, dentre eles: Colômbia, Finlândia, Rússia e Turquia. No seu relançamento em países europeus como Itália, Reino Unido e Noruega, conseguiu uma receita de 725 189, 10 488, 33 877, respectivamente. Na América do Norte o filme lucrou 523 664 em 648 cinemas na semana de 16 a 22 de novembro de 2018, ficando em 25º lugar dos mais assistidos.

### Reação da crítica
O Castelo no Céu recebeu aclamação pelos críticos cinematográficos e pela imprensa japonesa e internacional. No agregador de resenhas Rotten Tomatoes, apresenta uma taxa de aprovação de 96% com base em 26 críticas, com uma classificação média de 7,5/10. O consenso crítico do site diz: "Com histórias tão ricas e brilhantes como a sua animação, O Castelo no Céu encapsula de forma emocionante os pontos fortes e únicos do Studio Ghibli". No Metacritic, tem uma pontuação de 78 em 100, tendo por base sete críticas, o que indica que a obra tem "análises geralmente favoráveis". Pelo mesmo site foi classificado em 19º lugar na lista dos melhores filmes de 1989.
Escrevendo para o Washington Post, Richard Harrington elogiou a criatividade de Miyazaki dizendo que "é tão cheia de cor e vida, e está sempre do outro lado da fronteira da imaginação", finalizando que é um filme complexo. O crítico de cinema James Berardinelli do ReelViews, deu ao longa-metragem três estrelas e meia de quatro, registrando que O Castelo no Céu é bom o suficiente para ser assistido por todo público. Frederic e Mary Ann Brussat do Spirituality & Practice, compararam a obra com o filme Star Wars (1977) — destacando o seu enredo sobre um castelo lendário e o que guarda, também dando ênfase aos temas sobre natureza, robôs e magia. Christopher Runyon afirmou que se alguma película da filmografia [do Studio Ghibli] inspirou os trabalhos da Pixar, é certamente O Castelo no Céu. Em 2020, numa revisão ao site Plano Crítico, o brasileiro Luiz Santiago chamou-o de "uma viagem de amadurecimento" e concluiu que "ter não necessariamente é a melhor coisa, dando sentido para o que foi aprendido na traumática jornada dos personagens... e é possível ser feliz sem precisar destruir nada, nem ninguém".
Jeffrey M. Anderson, do Combustible Celluloid, notou que a película mostra o diretor ainda aprendendo e descobrindo seu ritmo. À IGN, Jeremy Conrad escreveu: "Outro exemplo da imaginação extravagante de Miyazaki. A tecnologia do filme parece usar elementos da década de 1920, mas está cheia de aeronaves gigantes e cidades flutuantes. Há também um robô gigante, que acaba por ser um dos mais personagens memoráveis da obra. Mesclando tudo isso com uma excelente e memorável trilha sonora de Joe Hisaishi, você terá uma preciosidade da animação". Em artigo publicado no The New York Times, Caryn James comentou que "o mundo de fantasia [no filme] é tão atraente quanto qualquer live-action, no entanto, sua duração de duas horas é capaz de cansar a paciência dos adultos e a atenção das crianças". Além disso, foi descrito pelos jornalistas Matt Brunson e Felix Vasquez Jr., como "simplesmente incrível".

### Reconhecimento
O filme recebeu poucas indicações à premiações, sendo a maioria delas nacionais. Na nona edição do Anime Grand Prix — prêmio concedido anualmente pelos votos dos leitores da revista Animage —, a obra premiada do ano foi O Castelo no Céu. Em 2001, pela mesma ficou em 44º na lista dos "100 melhores animes de todos os tempos", e, em 2016, Andrew Osmond do All the Anime nomeou-o como "melhor filme steampunk" de todos. Em uma pesquisa sobre animação realizada pela Oricon no Japão, em 2008, a película liderou o primeiro lugar. No ano seguinte foi classificado em décimo lugar no ranking dos "melhores filmes de animação do Japão" pela Kinema Junpo. Ademais, foi concedido ao longa-metragem o Prêmio Noburō Ōfuji realizado pela Mainichi Film Concours.

### Análises
Helen McCarthy nota que O Castelo no Céu é um exemplo da desconfiança de Miyazaki com relação à ciência e tecnologia; em suas produções quanto maior o nível de controle sobre a tecnologia, mais violência, ganância e injustiça a acompanham. No entanto, não é uma crítica ao avanço tecnológico em si, mas a incapacidade dos humanos de a utilizarem sabiamente. O filósofo Éric Dufour, em seu livro Le cinéma de science-fiction (2012), considera o filme um aspecto importante do steampunk. Segundo ele, a obra de Miyazaki não faz qualquer referência ao gênero, mas apresenta Laputa, uma ilha celestial fictícia, que poderia se procriar na imaginação da revolução industrial.

## Impacto cultural

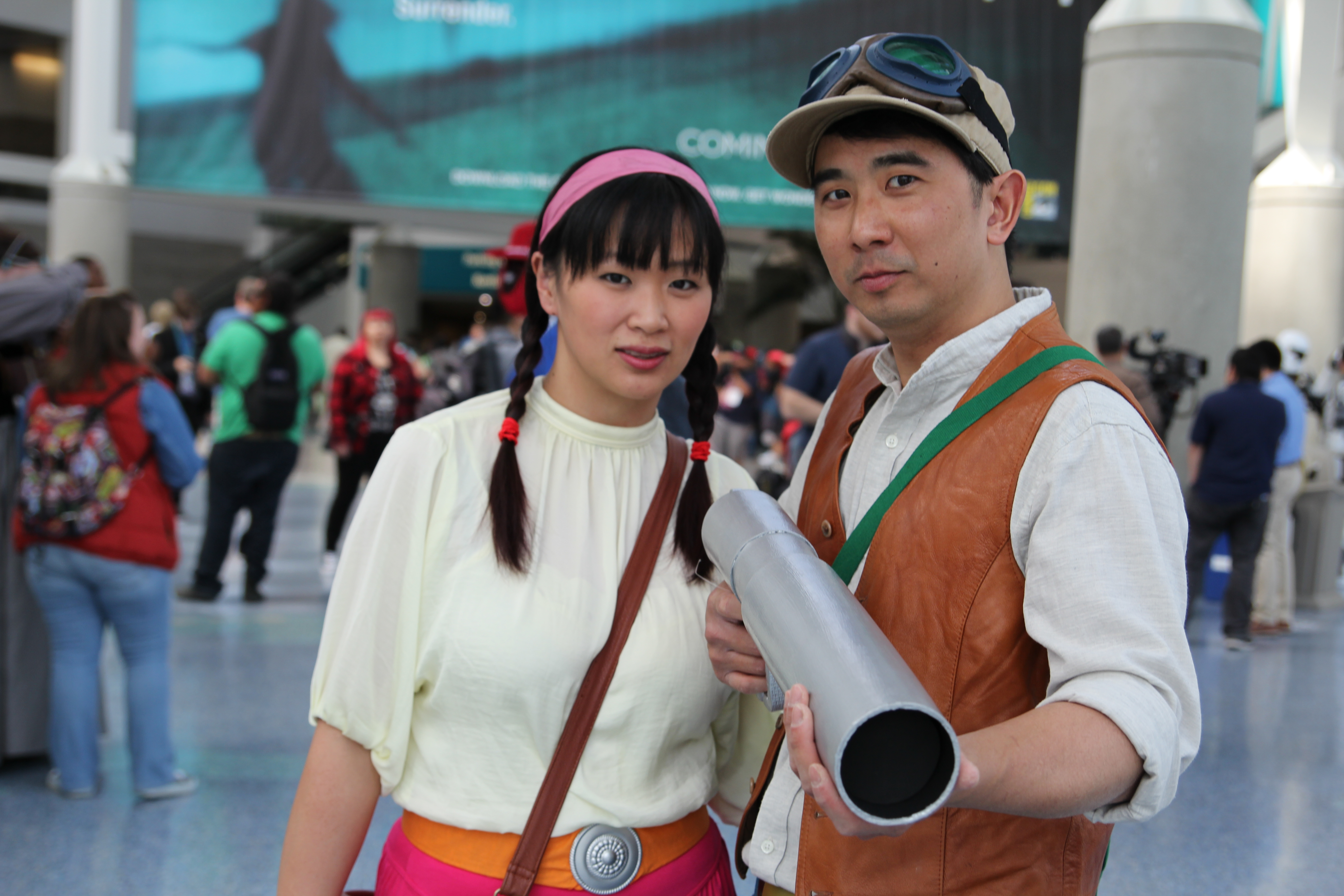
Cosplayers dos personagens Sheeta (à esquerda) e Pazu (à direita) na convenção WonderCon 2016.

O Castelo no Céu teve um forte impacto na cultura popular japonesa, denominado dê o "Efeito Laputa" e é comparável a "um monomito dos tempos modernos para filmes japoneses". Jeff VanderMeer e S.J. Chambers, no livro The Steampunk Bible, consideraram o filme como um marco no gênero steampunk, chamando-o "um dos primeiros clássicos modernos steampunk". Vários dos elementos deste gênero estão presentes na obra, como exemplo os piratas aéreos e robôs. Philip Boyes do Eurogamer também o considera influente no dieselpunk. O filme também teve influência na música popular, a banda australiana Hiatus Kaiyote gravou uma canção chamada "Laputa" com sua letra fazendo referência direta ao longa-metragem. Um dos momentos mais tuitado na história do Twitter foi durante uma transmissão de O Castelo no Céu na televisão japonesa em 2 de agosto de 2013, os espectadores tuitaram a palavra "balus" no momento exato em que foi dita no filme — houve um pico global de 143 199 tuítes num segundo.

### Animação e histórias em quadrinhos
O sucesso de O Castelo no Céu influenciou uma gama de animes steampunk e mangás — um exemplo notável é Fushigi no Umi no Nadia (1990), primeira produção de sucesso Hideaki Anno e do Studio Gainax. E por sua vez, a obra inspirou animes steampunk como Steamboy (2004), de Katsuhiro Otomo. Outros exemplos que podem ser citados —em relação ao filme— são os próprios trabalhos de Miyazaki, Kurenai no Buta (1992) e Hauru no Ugoku Shiro (2004), Entre outros estão Sakura Wars, Fullmetal Alchemist e Erementar Gerad.
A quadrinhista Katsura Hoshino, conhecida por seu trabalho em D.Gray-man, citou O Castelo no Céu como uma grande influência em sua carreira. O cineasta Makoto Shinkai conhecido por Kimi no Na wa. (2016) e Tenki no Ko (2019), citou a obra de Miyazaki como a sua animação favorita. Yasuhiro Yoshiura descreveu o seu filme Sakasama no Patema (2013) como a sua aventura no "mundo de Laputa". O Castelo no Céu influenciou uma série de filmes de animação da Disney e da Pixar, a exemplo; Atlantis: The Lost Empire (2001), WALL·E (2008) e Up (2009).

### Jogos eletrônicos
O Castelo no Céu tem influenciado vários jogos eletrônicos, sobretudo os japoneses; o designer de jogos Hironobu Sakaguchi citou o filme como inspiração da série Final Fantasy, destacando sua influência nos dirigíveis da obra. Yu Suzuki da Sega também destacou o longa-metragem como uma influência em seu jogo de sucesso After Burner (1987).
A seguir apresenta-se uma lista de jogos eletrônicos influenciados por O Castelo no Céu:
- BioShock Infinite[94][95]
- Dark Cloud[96]
- Final Fantasy VI[97]
- Legend of Zelda: Breath of the Wild[96]
- Lunar[98]
- Mega Man Legends[99]
- Sakura Wars[81]
- Skies of Arcadia[100]
- Steambot Chronicles[98]
- Steel Empire[101]
- Valkyrie Profile[98]
- Zack & Wiki: Quest for Barbaros' Treasure[102]